# Зелёное (Волынская область)
Зелёное (укр. Зелене) — село в Берестечковской городской общине Луцкого района Волынской области Украины.
До 2020 года входило в Гороховский район.
Код КОАТУУ — 0720887602. Население по переписи 2001 года составляет 480 человек. Почтовый индекс — 45762. Телефонный код — 8 — 03379. Занимает площадь 8,36 км².